# Château de Nennhausen
Le château de Nennhausen est un château situé dans le village de Nennhausen, dans l'ouest du Brandebourg. Le château  fait partie du domaine de Nennhausen. Avec le parc du château de Nennhausen, il forme un ensemble rare dans son état dans le Havelland. Alexander von Stechow (1938-2020) et son épouse Benita achète et rénove le château de Nennhausen en 1996.

## Histoire
En 1686, la famille von Briest achète le domaine de Nennhausen à la famille von Lochow. Le château est construit par Georg Christoph von Briest en 1705 en utilisant des fondations préexistantes. En 1735, d'importantes rénovations et extensions commencent, qui durent au moins jusqu'en 1738. Le château de Nennhausen est repensé dans le style baroque en un complexe à trois ailes. Le maître d'ouvrage est Friedrich Christoph von Briest.
Entre 1803 et 1831, le poète Friedrich de La Motte-Fouqué, marié à Caroline Philippine von Briest, veuve von Rochow (de), vit au château de Nennhausen pendant les mois d'été. Quelques personnalités connues sont invitées au château de Nennhausen au début du XIXe siècle. Ainsi, Adelbert von Chamisso, August Wilhelm Schlegel, Karl August Varnhagen von Ense et Ernst Theodor Amadeus Hoffmann passe quelque temps avec de la Motte-Fouqué. Friedrich de La Motte-Fouqué écrit sa Ondine au parc, mise en musique par ETA Hoffmann.
Après la mort du beau-père de la Motte Fouqué , Philipp von Briest, en 1822 et l'extinction de la famille von Briest, Nennhausen revient par héritage à la famille von Rochow. Au milieu du XIXe siècle, le château subit à nouveau des transformations importantes. Les projets sont réalisés par le conseiller de la cour Ferdinand von Arnim. Lors de ces transformations, l'aile nord est démolie et l'aile sud surélevée. Le bâtiment en forme de L est doté d'une façade en plâtre et d'éléments décoratifs typiques du style historiciste néo-Tudor. Après 1859, le domaine change plus souvent de propriétaire. D'après le livre d'adresses général des propriétaires de manoirs de la province de Brandebourg, publié officiellement en 1879, la famille von Jaeckel, de la noblesse de lettres, est considérée comme le propriétaire du manoir. La propriété, y compris la distillerie et la tuilerie, est louée à un amiral en chef et s'étend sur environ 1 266 hectares de terres dont 410 hectares de forêt. Vers 1907, la propriétaire est Mme Anna von Bredow-Briesen, née von Jaeckel. En 1928, le district de domaine est finalement dissous ou fusionné avec la commune. Le propriétaire du château de Nennhausen est déjà, avant 1910, Egon comte von und zu Westerholt und Gysenberg (de) (1844-1923). Puis ses héritiers, le petit-fils homonyme Egon, lui succèdent. En 1929, donc peu avant la grande crise économique, le domaine s'étend sur 1371 hectares. L'administrateur est le plénipotentiaire major von Bose-Bagow. Nennhausen fait partie d'un grand fidéicommis familial de la famille du comte zu Westerholt.
À la fin de la guerre en 1945, le château de Nennhausen et le domaine de 827 hectares sont expropriés dans le cadre de la réforme agraire. Le bâtiment sert d'abord de foyer pour les réfugiés, puis d'école. Par la suite, il est utilisé comme caisse d'épargne, centre culturel, jardin d'enfants, bibliothèque, administration communale et bureau d'état civil. En 1983, un incendie se déclare au niveau du toit du château lors de travaux de construction. Les ruines sont alors laissées à l'abandon pendant près de dix ans. En 1990, le château est classé monument historique. Ce n'est qu'en 1992 que des mesures de sécurité plus importantes sont prises. Depuis 1997, le château de Nennhausen est la propriété de la famille von Stechow depuis 1997. À partir de 2001, d'importants travaux de rénovation sont entrepris. Le château de Nennhausen est utilisé comme résidence privée, mais aussi comme lieu culturel.

## Château
Le château de Nennhausen est un bâtiment à deux ailes. Les ailes principale et sud ont deux étages. Le plâtre a une teinte jaune. Dans l'aile principale donnant sur la cour d'honneur se trouve un portail avec un arc segmenté. Au-dessus se trouve un blason en pierre avec les armoiries du constructeur Friedrich Christoph von Briest. Les pignons décalés sont bien visibles, à la cour sur trois, au parc sur deux axes de fenêtres avec des cavaliers de pignon en forme de tourelle. Un grand blason double est incorporé sous le pignon de la cour d'honneur. Celui de droite est le blason de la famille von Stechow, celui de gauche celui de la famille von Menges. La façade est conçue avec des bandes de pilastres et des corniches. De plus, les fenêtres ont une toiture légère en plâtre. Les avant-toits sont crénelés. L'aile latérale à l'Est a un pignon à gradins semblable à celui du milieu de l'aile principale. Une girouette est située sur un fronton central. Les toitures sont mansardées avec un grenier aménagé. Ils sont recouverts de queues de castor rouge.

## Parc
Le parc du château a une superficie d'environ 40 hectares. Il est créé par le beau-père de la Motte Fouqué, Philipp von Briest. Les parties centrales sont aménagées en jardin paysager à l'anglaise. Un arbre âgé d'environ 400 ans porte le nom de chêne de Fouqué avant de s'effondrer en 2006 et n'existe plus depuis qu'à l'état de ruine. Un monument en forme de vase rappelle le souvenir de Ludwig von Briest, un frère de Philippe. Dans la seconde moitié du XXe siècle, après l'expropriation consécutive à la réforme agraire, le parc est retourné à l'état sauvage. Ce n'est qu'à partir de 1990 qu'il est progressivement restauré dans sa forme. Le château de Nennhausen et son parc sont, avec le château de Paretz, le seul ensemble restauré de l'arrondissement du Pays de la Havel. L'ancienne orangerie, petit bâtiment, est agrandie dans le parc. En 2015, dix sculptures et reliefs en argile du sculpteur Dirk Harms (de) sont installés dans les jardins du château.